# Kali Chhapar
Kali Chhapar là một thị trấn thống kê (census town) của quận Chhindwara thuộc bang Madhya Pradesh, Ấn Độ.

## Nhân khẩu
Theo điều tra dân số năm 2001 của Ấn Độ, Kali Chhapar có dân số 10.692 người. Phái nam chiếm 52% tổng số dân và phái nữ chiếm 48%. Kali Chhapar có tỷ lệ 69% biết đọc biết viết, cao hơn tỷ lệ trung bình toàn quốc là 59,5%: tỷ lệ cho phái nam là 77%, và tỷ lệ cho phái nữ là 60%. Tại Kali Chhapar, 11% dân số nhỏ hơn 6 tuổi.